# Kuphomunna rostrata
Kuphomunna rostrata là một loài chân đều trong họ Santiidae. Loài này được Barnard miêu tả khoa học năm 1914.